# تعليم علم الفلك
تعليم علم الفلك (بالإنجليزية: Astronomy education)‏ أو البحث في تعليم علم الفلك (بالإنجليزية: Astronomy education research)‏ يشير المصطلح إلى كل من الأساليب المستخدمة حاليًا لتدريس علم الفلك ومجال البحث التربوي الذي يسعى إلى تحسين تلك الأساليب. على وجه التحديد، يشمل المجال تقنيات منهجية صقلت في تعليم العلوم والفيزياء لفهم كيفية وما يتعلمه الطلاب عن علم الفلك وتحديد كيفية تمكن المعلمين من إنشاء بيئات تعليمية أكثر فعالية.
التعليم مهم لعلم الفلك لأنه يؤثر على كل من توظيف علماء الفلك في المستقبل وتقدير علم الفلك من قبل المواطنين والسياسيين الذين يدعمون البحث الفلكي. درس علم الفلك طوال معظم التاريخ البشري المسجل، وله تطبيق عملي في قياس الوقت والملاحة. يساهم تدريس علم الفلك في فهم الفيزياء وأصل العالم من حولنا، والخلفية الثقافية المشتركة، والشعور بالدهشة والاستكشاف. ويشمل تعليم عامة الناس من خلال القبة السماوية والكتب والعروض التعليمية، بالإضافة إلى البرامج والأدوات لعلم الفلك للهواة، وبرامج الدرجات العلمية على مستوى الجامعة لعلماء الفلك المحترفين. توفر منظمات علم الفلك وظائف ومجتمعات تعليمية في حوالي 100 دولة حول العالم.
في المدارس، وخاصة على المستوى الجامعي، يتماشى علم الفلك مع الفيزياء وغالبًا ما يدمج الاثنين لتشكيل قسم الفيزياء وعلم الفلك. تتداخل بعض أجزاء تعليم علم الفلك مع تعليم الفيزياء، ومع ذلك، فإن تعليم علم الفلك له ساحاته الخاصة وممارسيه ومجلاته وأبحاثه. يمكن إثبات ذلك في الفارق الزمني المحدد لمدة 20 عامًا بين ظهور المجال وأبحاث تعليم الفيزياء. تتوفر مجموعة الأبحاث في هذا المجال من خلال المصادر الإلكترونية مثل الببليوغرافيا الموضحة القابلة للبحث لأبحاث التعليم وقاعدة بيانات الجمعية الفلكية الأمريكية لمحتويات مجلتها "مراجعة تعليم علم الفلك".
أنشأت الإدارة الوطنية للملاحة الجوية والفضاء (ناسا) أيضًا مركزًا لتعليم علم الفلك، وهو برنامج مصمم لدعم التطوير المهني لمدربي علم الفلك من خلال برنامج المشاركة العامة لاستكشاف الكواكب الخارجية التابع لمختبر الدفع النفاث التابع لناسا وبرنامج التعليم والتوعية لسبيتزر.